# محتوى الفينولات في الشاي

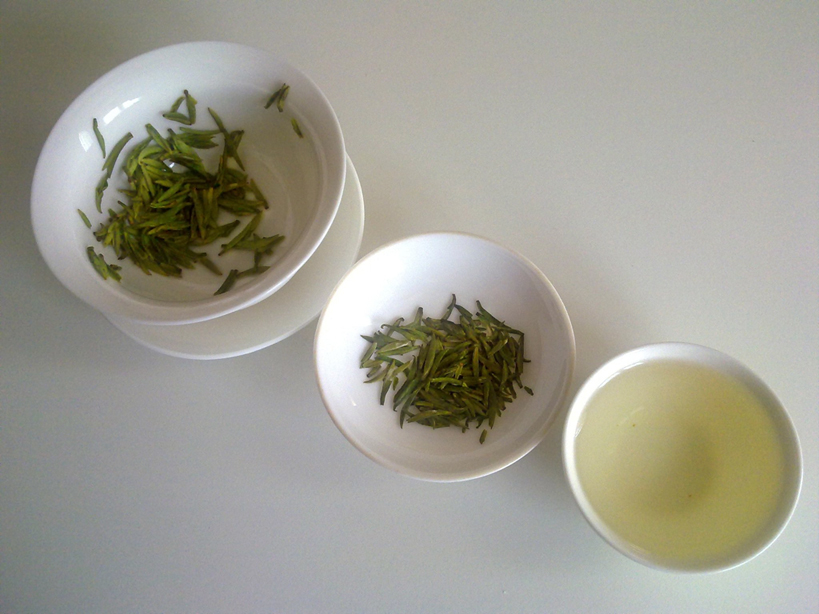
معظم البوليفينول في الشاي الأخضر عبارة عن فلافان 3-أولز (كاتيكين).

يشير محتوى الفينولات في الشاي إلى كمية الفينولات والبوليفينولات، والتي هي مركبات نباتية طبيعية موجودة في الشاي. هذه المركبات الكيميائية تؤثر على النكهة، كما يُعتقد أنها تزود الجسم بفوائد صحية محتملة. البوليفينولات الموجودة في الشاي تتضمن ولكن لا تقتصر على: الفلافانولات (الكاتيكينات)، والثيافلافين، والعفص، والفلافونيد.

## الثيافلافين

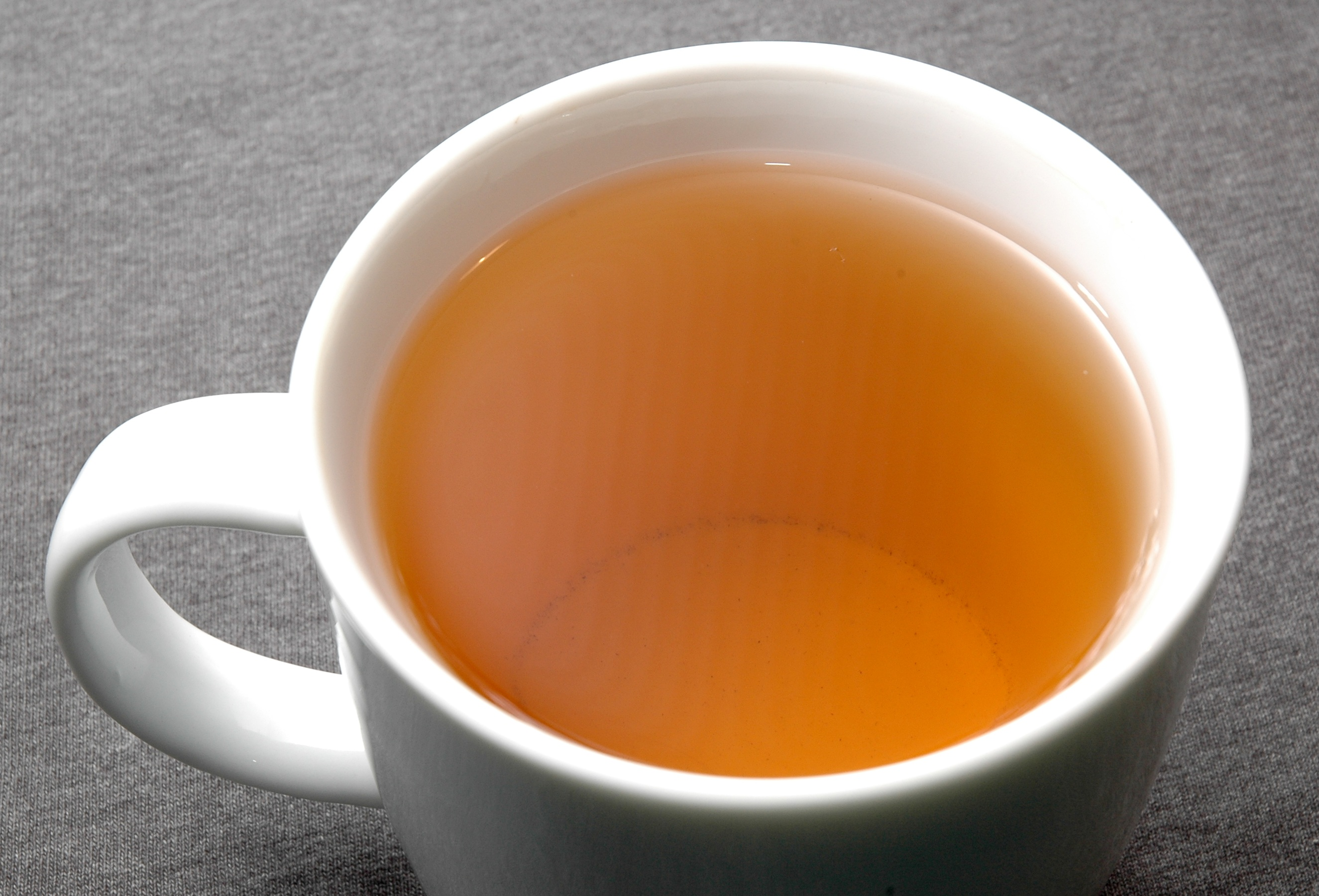
تسريب شاي دارجيلنج الأسود : الشاي الأسود الفاخر له لون برتقالي أكثر من اللون الأحمر نتيجة لارتفاع نسبة الثيافلافين.

## الكاتيكينات

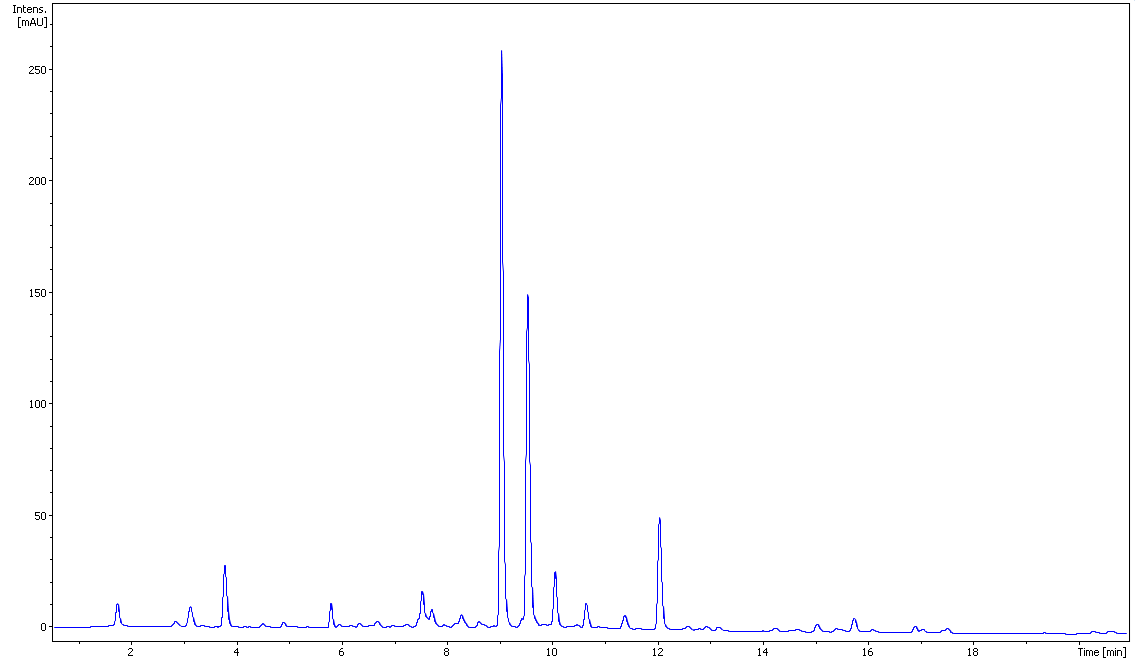
الشاي الأخضر الأشعة فوق البنفسجية 280 نانومتر. أعلى قمة هي الكافيين، والثانية هي EGCG

تشمل الكاتيكينات على epigallocatechin-3-gallate (EGCG) و epicatechin (EC) و epicatechin-3-gallate (ECg) و epigallocatechin (EGC) و catechin و gallocatechin (GC). محتوى EGCG أعلى في الشاي الأخضر.يشكل الكاتيكين حوالي 25٪ من الكتلة الجافة لأوراق الشاي الطازج، على الرغم من أن إجمالي محتوى الكاتشين يختلف اختلافًا كبيرًا حسب الأنواع والتنوع النسيلي والموقع المتنامي والموسم وتباين الضوء والارتفاع. وهي موجودة في جميع أنواع الشاي تقريباً المصنوعة من كاميليا سينينسيس، بما في ذلك الشاي الأبيض والشاي الأخضر والشاي الأسود والشاي الصيني الاسود. من بين جميع الكاتيكين في الشاي، يعد EGCG الموضوع الرئيسي للدراسة العلمية فيما يتعلق بآثاره الصحية المحتملة.

## العفص
العفص هو مادة قابضة،كما أنه أحد المركبات البوليفينولية المرة التي ترتبط بالمركبات العضوية وترسبها.

## الفلافونويد
الفلافونويدات هي مجموعة من الفينولات الطبيعية والتي تحظى باهتمام شعبي لأن الباحثين وجدوا أن لديها القدرة على المساهمة في صحة أفضل عن طريق العمل كمضادات أكسدة.
يحتوي الشاي على واحد من أعلى محتويات الفلافونويد بين المنتجات الغذائية والمشروبات الشائعة.الكاتيكين هو أكبر نوع من الفلافونويدات في أوراق الشاي النامية.وفقًا لتقرير صادر عن وزارة الزراعة الأمريكية، في فنجان من الشاي بحجم 200 مل، فإن إجمالي محتوى الفلافونويد هو 266.68 ملغ للشاي الأخضر، و 233.12 ملغ للشاي الأسود.